# Cyrtolobus fuliginosa
Cyrtolobus fuliginosa är en insektsart som beskrevs av Emmons. Cyrtolobus fuliginosa ingår i släktet Cyrtolobus och familjen hornstritar. Inga underarter finns listade i Catalogue of Life.